# Naoto Tajima
Naoto Tajima, född 15 augusti 1912 i Osaka prefektur, Japan, död 4 december 1990, var en japansk längdhoppare och trestegshoppare. 
Tajima var den förste som nådde 16 meter i tresteg, vilket han gjorde i fjärde omgången av trestegsfinalen vid OS i Berlin 1936 då han hoppade exakt 16,00 meter och tog guldet före landsmannen Masao Harada som hoppade 15,66 och den tidigare världsrekordhållaren (15,78) Jack Metcalfe, Australien, som tog bronset med 15,50 m. Förutom sitt trestegsguld tog Tajima brons i längdhoppet (7,74) efter Jesse Owens och tysken Luz Long. Tajima var prisutdelare vid OS i Tokyo 1964 då han hängde guldmedaljen runt halsen på maratonsegraren Abebe Bikila.